# Delphine Jacquot
Delphine Jacquot (née en 1982) est une auteure et illustratrice française de littérature jeunesse.

## Biographie
Delphine Jacquot a suivi une formation de dessinatrice-maquettiste et 3 années en communication à l''école régionale des Beaux-Arts de Rennes. Puis, pendant 3 ans elle étudie lors d'un échange Erasmus l'illustration aux Beaux arts de Bruxelles. 
Depuis 2007, elle illustre des livres pour enfants. Elle utilise plusieurs techniques : crayon, collage, acrylique, feutre, pour développer des compositions sophistiquées et des univers graphiques oniriques,,,,,.
En 2014, elle obtient le Grand Prix de l’illustration décerné par le Musée de l’illustration jeunesse de Moulins.

## Œuvres
Elle a participé à de nombreuses œuvres, dont :
- La Ceinture de feu (Gautier-Languereau, 2007)
- Le Cavalier bleu (Thierry Magnier, 2007)
- Les Histoires de la Belle et la Bête racontées dans le monde, texte de Fabienne Morel et Gilles Bizouerne, Syros, 2008
- Pompon ou celui qui voulait sécher la mer avec une éponge, texte d’Elisabeth de Lambilly, Mango Jeunesse, 2008
- Les Comptines de miel et de pistache, texte de Nathalie Soussana, Didier Jeunesse, 2009
- Riquet à la loupe, texte de Jean-Pierre Kerloc’h, L’Elan Vert, 2009
- Ibou Min’ et les tortues de Bolilanga, texte de Franck Prévot, Thierry Magnier, 2009
- Les Tortues de Bolilanga (Thierry Magnier, Roman 2009)
- Chopin ou le voyage de la note bleue, texte Edmond Jabès, Didier Jeunesse, 2010
- Contes des Mille et Une Nuits, Gründ, 2010
- Atlas des animaux (ouvrage collectif), Milan Jeunesse, 2010
- Trois histoires de la Belle et la Bête racontées dans le monde (Syros, 2010)
- L’Oiseau Arlequin, texte de Pascale Maret, Thierry Magnier, 2011
- Bisha la chèvre bleue qui parlait rrom, texte de Alain Serres, Rue du Monde, 2011
- Pépites français CE2 (ouvrage collectif), Magnard, 2011
- Monsieur Offenbach à la fête (2012) avec Delphine Jacquot comme Illustrateur
- La Belle au Bois dormant ou Songe de la vive ensommeillée, texte de Jean-Jacques Fdida, Didier Jeunesse, 2012
- Monsieur Offenbach à la fête, texte de Gilles Avisse, Didier Jeunesse, 2012
- Les Aventures improbables de Peter et Herman, Les Fourmis Rouges, 2013
- Cendrillon ou la Belle au soulier d'or, texte de Jean-Jacques Fdida, Didier Jeunesse, 2013
- Le Fil de soie, texte de Cécile Roumiguière, Thierry Magnier, 2013
- Le Livre secret des Anges, texte de Mario Urbanet, P'tit Glénat, 2013
- Timouk, l'enfant aux deux royaumes, texte de Yun-Sun Limet , Didier Jeunesse, 2014
- Casse-noisette (2015) avec Delphine Jacquot comme Illustrateur
- L'Assassin du calendrier, très riches heures du duc de Berry (2015) avec Delphine Jacquot comme Illustrateur
- Un éléphant à New York (2015)
- Réclamez des contes ! (2016)
- Les Aventures d'Uruburu (2017) avec Delphine Jacquot comme Illustrateur
- Bisha la chèvre bleue qui parlait rrom (2019) avec Delphine Jacquot comme Illustrateur
- Conversation avec le loup (2018)
- Monstres et merveilles (Seuil jeunesse, 2018)
- Marions-les !, avec Éric Sanvoisin, éd. L'étagère du bas, 2019

## Prix et distinctions
- 2014 : Grand Prix de l’illustration décerné par le Musée de l’illustration jeunesse de Moulins, pour Les aventures improbables de Peter et Herman
- 2019 :  Prix Libbylit[8] délivré par l' IBBY, catégorie Album, pour Marions-les !, avec Éric Sanvoisin
- 2020 : Prix Ficelle[9] pour Marions-les !, avec Éric Sanvoisin